# Mistrovství světa v letech na lyžích 1998
Mistrovství světa v skocích na lyžích se v roce 1998 konalo 24. a 25. února v německém Oberstdorfu na tamním mamutím můstku Heini-Klopfer-Skiflugschanze.

## Výsledky
| *                | Sportovec          | Skok | Body | Celkem |
| ---------------- | ------------------ | ---- | ---- | ------ |
| Zlatá medaile    | Kazujoši Funaki    |      |      | 776,4  |
| Stříbrná medaile | Sven Hannawald     |      |      | 769,9  |
| Bronzová medaile | Dieter Thoma       |      |      | 749,9  |
| 4                | Henning Stensrud   |      |      | 733,7  |
| 5                | Lasse Otessen      |      |      | 730,4  |
| 6                | Primož Peterka     |      |      | 714,9  |
| 7                | Kristian Brenden   |      |      | 707,5  |
| 8                | Janne Ahonen       |      |      | 702,8  |
| 9                | Andreas Widhölzl   |      |      | 685,2  |
| 10               | Hansjörg Jäkle     |      |      | 684,7  |
| 11               | Christof Duffner   |      |      | 682,3  |
| 12               | Jani Soininen      |      |      | 678,9  |
| 13               | Kimmo Savolainen   |      |      | 658,1  |
| 14               | Andreas Goldberger |      |      | 645,1  |
| 15               | Akira Higaši       |      |      | 642,4  |
| *                | /                  | /    | /    | /      |
| 16               | Jakub Sucháček     |      |      | 640,9  |
| 28               | Jakub Janda        |      |      | 412,4  |
| 30               | Jaroslav Sakala    |      |      | 385,4  |
| 35               | Michal Doležal     |      |      | 202,8  |